# Ségolène de Troclar
Sigolène, ou Ségolène, Sigouleine, ou encore Segouleine, née à Albi, est une sainte chrétienne du VIIe siècle, ayant vécu en Aquitaine.

## Biographie
Mariée à l'adolescence, la jeune chrétienne est veuve à 22 ans. Sigolène consacre sa vie aux pauvres et à la prière.
Elle fonde le monastère de Troclar à Lagrave (dans l'actuel département du Tarn), dont elle fut la première abbesse.
Les travaux archéologiques sur le site de Troclar-Lagrave ont mis au jour les vestiges de la crypte de l'époque carolingienne qui abrita son corps jusqu'à la fin du XIe siècle. Ils sont classés monument historique depuis 1994. En 2001, l'étude des restes animaux du IXe au XIIe siècle montre que cette communauté vivait dans une simple autarchie.
Sainte Ségolène est fêtée le 24 juillet. Elle est souvent représentée tenant une crosse abbatiale au bras gauche.

## Étymologie
Segelina forme latinisée composé du germanique Sig, Sic (« victoire ») + lind (« doux »), signifiant « Douce Victoire ». Notons que Sig- est proche de la racine gauloise Sego- (« victoire », « force »).